# Augusta Emerita
La colonia Augusta Emerita est une cité romaine fondée en 25 av. J.-C. par le légat romain Publio Carisio (es) sur ordre d'Auguste pour cantonner les soldats démobilisés (émérites) des légions X Gemina et V Alaudae qui avaient combattu dans les guerres cantabres. Vers 15 av. J.-C., elle devient la capitale de la nouvelle province romaine de Lusitanie. Puis, jusqu'au IIIe siècle, elle devient la capitale du diocèse d'Hispanie. La colonie a été affectée à la tribu Papiria.
La ville de Mérida, capitale de l'Estrémadure, est située sur le site d'Augusta Emerita. L'ensemble archéologique de Mérida a été inscrit en 1993 sur la liste du patrimoine mondial par l'UNESCO.

## Théâtre romain
Le théâtre a été construit de 15 à 16 av. J.-C. et dédié par le consul Marcus Vipsanius Agrippa. Il a été rénové à la fin du Ier ou au début du IIe siècle apr. J.-C., probablement par l'empereur Trajan, et encore entre 330 et 340 pendant le règne de Constantin, lorsqu'une passerelle autour du monument et de nouveaux éléments décoratifs ont été ajoutés. Avec l'avènement du christianisme comme la seule religion d'État de Rome, les représentations théâtrales ont été officiellement déclarées immorales : le théâtre a été abandonné et la plupart de son tissu était recouvert de terre, ne laissant que ses niveaux supérieurs de sièges (summa cavea). Dans la tradition espagnole, on les appelait « Les sept chaises » dans lesquelles on pensait que plusieurs rois maures tenaient des tribunaux pour décider du destin de la ville.

## Amphithéâtre romain

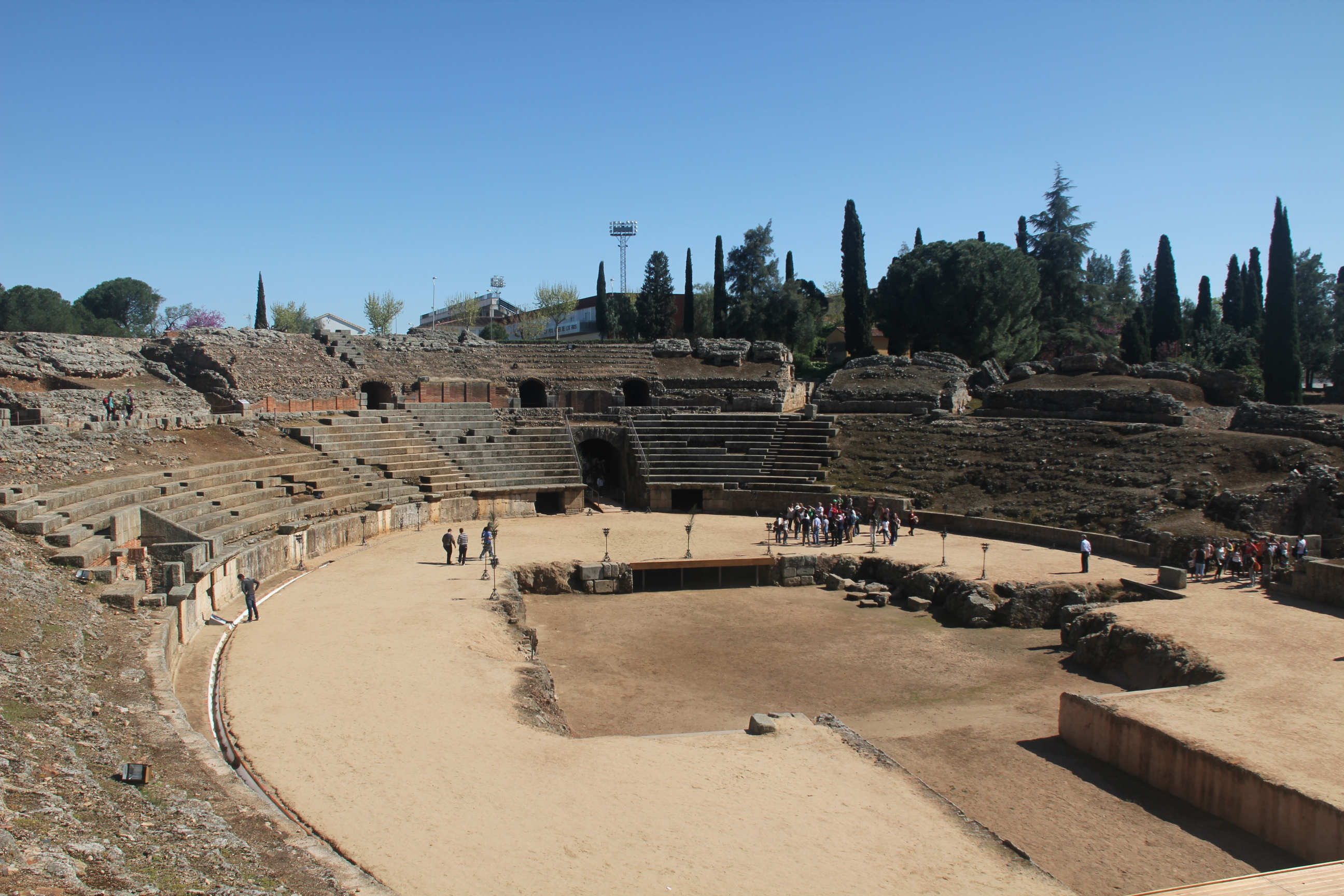
Amphithéâtre romain.

L'amphithéâtre a été consacré en 8 av. J.-C., pour être utilisé dans des concours de gladiateurs et des chasses à bêtes par étapes. Il a une arène elliptique, entouré par des sièges étagés pour environ 15 000 spectateurs, répartis selon les exigences de l'idéologie augustinienne ; les sièges les plus bas étaient réservés aux spectateurs de statut le plus élevé. Seuls ces niveaux les plus bas survivent. Une fois que les jeux sont tombés en désuétude, la pierre des niveaux supérieurs a été extraite pour être utilisée ailleurs.

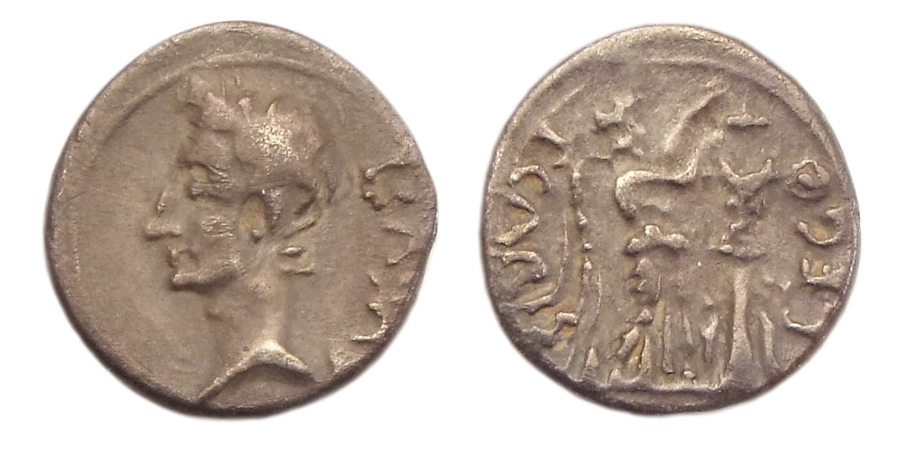
ROman Quinarius de l'Empereur Auguste, a frappé à Emerita Augusta entre 25-23 av. J.-C., Legate P. Carisius.

## Cirque romain
Le cirque d'Emerita Augusta a été construit quelque temps vers 20 av. J.-C. et a été utilisé pendant de nombreuses années avant son dévouement une trentaine d'années plus tard, probablement sous le règne du successeur d'Auguste, Tiberius. Il était situé à l'extérieur des murs de la ville, à côté de la route qui liait Emeritus à Corduba (Córdoba) avec Toletum (Tolède). Le plan de l'arène était en forme de U allongé, avec une extrémité semi-circulaire et l'autre aplatie. Une spina longitudinale a formé une division centrale à l'intérieur, pour fournir une voie continue pour les courses de chariots à deux chevaux et à quatre chevaux. La piste était entourée de cellules de niveau au sol, avec des peuplements étagés au-dessus. À environ 400 m de long et 100 m de large, le Circus était le plus grand bâtiment de la ville et pouvait accueillir environ 30 000 spectateurs - la population entière de la ville, plus ou moins. Comme la plupart des cirques de l'Empire romain, Mérida ressemblait à une version réduite du Circus Maximus de Rome.

## Pont romain sur la Guadiana
Le pont peut être considéré comme le point focal de la ville. Il se connecte à l'une des artères principales de la colonie, le Decumanus Maximus ou la rue principale est-ouest typique des colonies romaines.
L'emplacement du pont a été soigneusement sélectionné à un gué du fleuve Guadiana, qui a offert comme support une île centrale qui la divise en deux canaux. La structure originale n'a pas fourni la continuité du présent, car elle était composée de deux sections d'arches réunies à l'île, par un grand Starling. Cela a été remplacé par plusieurs arcs au XVIIe siècle après une inondation en 1603 endommagé une partie de la structure. À l'époque romaine, la longueur a été prolongée plusieurs fois, en ajoutant au moins cinq sections consécutives d'arcs afin que la route ne soit pas coupée pendant les inondations périodiques du Guadiana. En 483, le pont sera restauré par le duc Salla et l'évêque Zénon comme en témoigne l'inscription gravée en latin sur l'édifice.
Le pont s'étend sur un total de 792 m, ce qui en fait l'un des plus grands ponts survivants de l'Antiquité.

## Aqueduc de Los Milagro s
L'aqueduc faisait partie du système d'approvisionnement qui a amené l'eau à Mérida du barrage de Proserpina situé à 5 km de la ville et date du début du Ier siècle av. J.-C.
L'arcade est assez bien conservée, en particulier la section qui s'étend sur la vallée de la rivière Albarregas.
Il est connu de ce nom, car il semble miracle qu'il soit encore debout.

## Aqueduc Rabo de Buey-San Lázaro
Cet aqueduc a amené de l'eau des cours d'eau et des sources souterraines situées au nord de la ville ; La partie souterraine de l'aqueduc est très bien conservée, mais de la structure construite pour traverser la vallée d'Albarregas, il ne survit que trois piliers et leurs arches à côté du monument du cirque romain et d'un autre aqueduc du XVIe siècle, dans lequel le matériel était réutilisés à partir de l'aqueduc romain.

## Temple de Diane

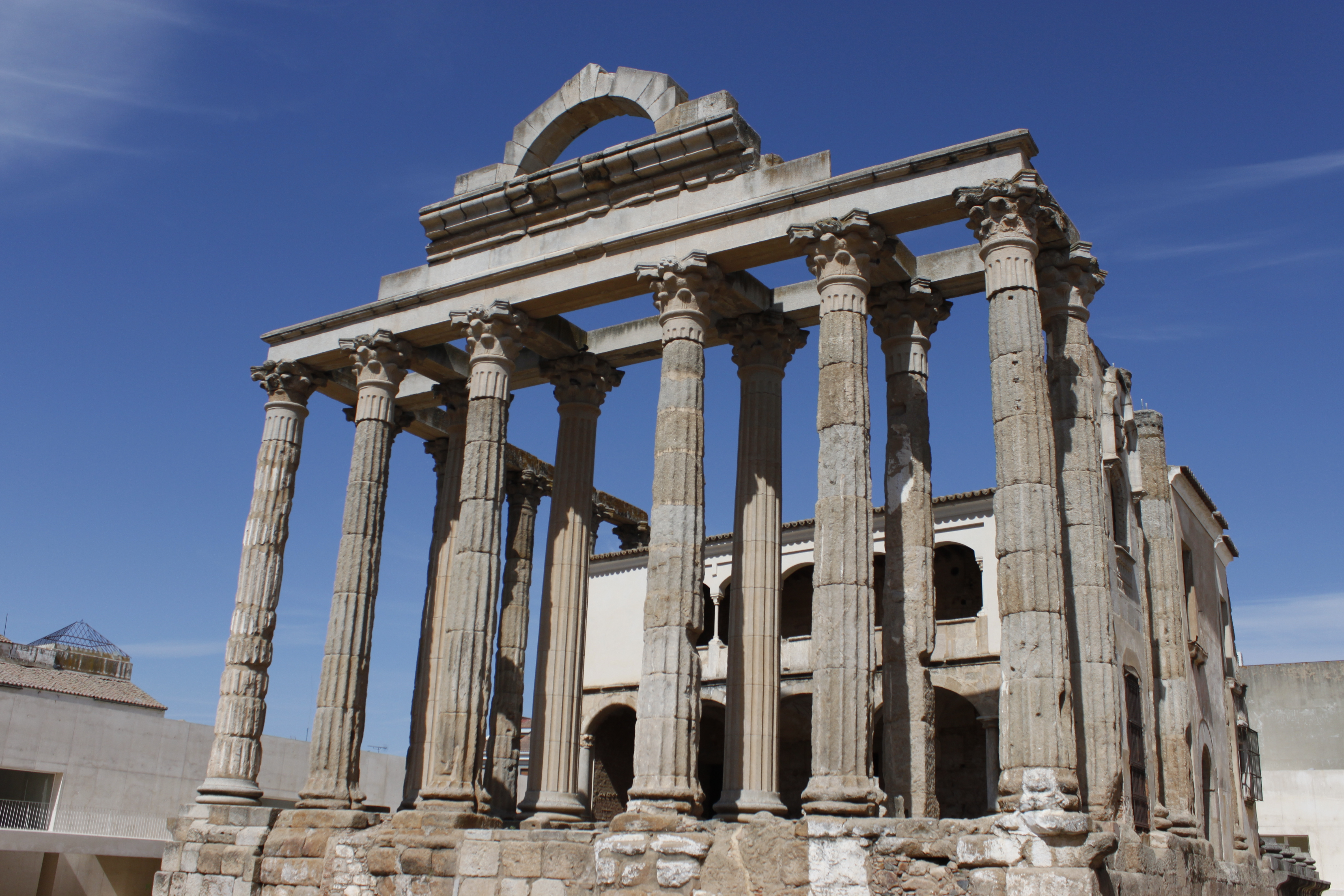
Temple de Diane.

Ce temple est un bâtiment municipal appartenant à la ville  forum. C'est l'un des rares bâtiments de caractère religieux conservés dans un état satisfaisant. Malgré son nom, mal assigné à sa découverte, le bâtiment a été consacré au culte impérial. Il a été construit à la fin du Ier siècle av. J.-C. ou au début de l'ère d'Auguste. Plus tard, il a été partiellement réutilisé pour le palais du comte de Corbos.
Rectangulaire, et entouré de colonnes, il fait face au front du Forum de la ville. Ce front est formé par un ensemble de six colonnes se terminant par un pignonC'est un pignon ou un fronton?[Quoi ?] Il est principalement construit en granit.

## Arc de Trajan
Un arc d'entrée, éventuellement au forum provincial. Il était situé dans le Cardo Maximus, l'une des principales rues de la ville et l'a relié au forum municipal.
Fabriqué en granit et à l'origine marbre, il mesure 13,97 mètres de haut, 5,70 m de large et 8,67 m de diamètre intérieur. On croit avoir un caractère triomphal, bien qu'il puisse aussi servir de prélude au Forum provincial. Immergé dans le labyrinthe de la construction moderne et masqué par les maisons voisines, cet arc est majestueux et admiré par les voyageurs et les historiens de tous les temps. Son nom est arbitraire, car l'inscription commémorative a été perdue il y a quelques siècles.

## Maison Mithraeum
Ce bâtiment a été trouvé fortuitement au début des années 1960 et se trouve sur le versant sud du mont San Albín. Sa proximité avec l'emplacement du Mithraeum de Mérida a donné son nom actuel. Toute la maison a été construite en blocs de pierres non travaillées avec des coins renforcés. Il démontre la maison péristyle avec jardin intérieur et une pièce du célèbre secteur occidental Cosmogonic Mosaic, une représentation allégorique des éléments de la nature (rivières, vents, etc.) supervisés par la figure d'Aion. Le complexe a récemment été recouvert et rénové.
Comme mentionné ci-dessus, il n'est pas considéré comme le mithraeum réel mais un domus. Les restes du mithraeum sont en montée dans une parcelle correspondant à une arène de golf. Ce site a donné d'excellents exemples des restes de Mithraism. Selon le professeur Jaime Alvar Ezquerra de Université Charles-III de Madrid, les artefacts mithraeum les plus anciens sont observés en dehors de Rome et Mérida "est à la tête des lieux provinciaux où se trouve le culte". Ceux-ci sont actuellement situés dans le Musée national d'art romain à Mérida, including the latest remains found in excavations as recently as 2003. He notes that some of the sculptures being discovered at the site are in very good condition, leading him to believe they were "hidden on purpose".

## Los Columbarios
Les Columbaria sont deux bâtiments funéraires sans toit, qui font partie d'une nécropole à l'extérieur des murs de la ville romaine. Les deux sont les meilleurs exemples de constructions funéraires dans Emerita. Les matériaux utilisés pour la fabrication du bâtiment sont la pierre et le granite non travaillés pour les sièges. Les deux bâtiments ont conservé leurs épigraphes d'identification des familles originales qui les possédaient (les Voconii et les Iulii). Récemment, la région a été organisée comme promenade et parc sur la relation à la mort des habitants de Mérida. Des citations d'épicuriens et de stoïciens sont affichées dans des panneaux, des tombes et des arbres sont mélangés avec des panneaux expliquant les rites funèbres romains. Deux mausolées romains sont également sur le même site. Au cours des années 1970, c'était la maison des bidonvilles d'une famille de travailleurs en étain.
On accède à la région par la Maison du Mithraeum.

## Alcazaba
Situé à côté du pont romain sur le fleuve Guadiana, il a été construit par Abd-er-Rahman II en 835 apr. J.-C. comme un bastion pour contrôler la ville, qui depuis 805 s'est révoltée en permanence contre la règle de l'émirat. L'Alcazaba était la première citadelle arabe de la péninsule ibérique.
C'est une construction complexe, composée d'une vaste superficie de 130 mètres carrés, de chaque côté, capable de recevoir un grand nombre de troupes. L'intérieur est un réservoir merveilleux pour le stockage de l'eau potable, ce qui rend le bâtiment unique, consistant en un approvisionnement en eau inépuisable (filtré du Guadiana) auquel on a accédé avec un double passage du rez-de-chaussée d'une tour. À une extrémité, un couvent pour l'Ordre de Santiago a été construit et est maintenant le siège de la présidence de la Junta d'Estrémadure. À côté du pont romain, une autre pièce plus petite est attachée, appelée Alcazarejo, qui contrôlait la rivière traversant la ville.

## Cathédrale de Santa María
Le temple est la co-cathédrale métropolitaine de l'archidiocèse de Mérida-Badajoz. La construction a commencé au XIIIe siècle sur l'ancienne cathédrale Emerita Augusta. Le retable du maître-autel, de style baroque, l'autel de la Virgen de la Candelaria et le Cristo de la O (sculpture du XIVe siècle) se distinguent.

## Autres sites et attractions

### Maison d'amphithéâtre
Ainsi appelé parce qu'il se trouve à côté de l'amphithéâtre. En réalité, on a trouvé deux maisons: la «The Water Tower House» et, d'autre part, la «Maison des amphithéâtres».

### Site archéologique de Morerías
Le nom de ce site fait référence à son existence antérieure en tant que quartier arabe. Il y a aussi des restes romains. Au-dessus se trouve le bâtiment d'avant-garde Morerías, siège de plusieurs départements de la Junta de Estrémadure.

### Pont romain sur la rivière Albarregas
Sa construction a été faite sous le règne d'Auguste, afin de sauver la rivière Albarregas avant de se vider dans le fleuve Guadiana à peine à quelques centaines de mètres en aval. De là a commencé la Via de la Plata à Astorga. Il mesure 145 mètres de long.

### Forum Gate. Érigé auIersiècle
Il a été restauré au cours du siècle dernier en fonction de certaines des découvertes dans le lieu, dont beaucoup sont préservées au Musée national d'art romain. Le monument se compose d'un bâtiment en arcade avec un mur qui abrite des niches diverses pour les statues trouvées ici. Il est situé près du temple de Diane dans l'un des deux forums tenus par Mérida : un local et un provincial situé dans le Cardus Maximus.

### Bains San Lázaro Romains
Ces sources thermales sont situées dans le parc linéaire de San Lazaro, elles ont été appréciées par des citoyens de haut rang qui sont venus aux événements du cirque romain.

### Bains romains et fosse à neige dans la rue Reyes Huertas
Les bains de neige et d'eau froide utilisés par les Romains sont uniques dans l'Empire romain. Il a également été utilisé pour le stockage de produits périssables.

### Crypte de Santa Eulalia
Située sur le site archéologique de Santa Eulalia dans le sous-sol de la basilique de Santa Eulalia, c'est un site très intéressant qui décrit les diverses vicissitudes subies par cette église depuis sa construction jusqu'à nos jours.

### Obélisque de Santa Eulalia
Construit au XVIIe siècle en l'honneur de la patronne martyre de Mérida, étant utilisé dans divers matériaux de construction entre eux des pièces romaines, dont trois autels cylindriques et une capitale. Corriger l'ensemble est l'image du martyr, en robes judiciaires retravaillées.

### Xenodoquio
Le seul vestige de l'architecture wisigothique conservé en Espagne qui n'a pas de caractère liturgique. Il a été construit par Mgr Mason dans la seconde moitié du VIe siècle. Près de la basilique du Père Noël.
Eulalia de Mérida, elle a servi d'hôpital et d'abri pour les pèlerins qui venaient vénérer les restes de l'enfant martyr, elle était également utilisée comme hôpital pour les pauvres de la ville.

### Couvent de San Andrés
Fondée en 1571 par l'Ordre dominicain de Saint-Domingue. La façade principale du temple montre des modèles d'action et de cadre de la ville. Il ne reste que l'église et la façade principale sur laquelle on peut voir une image de Saint-Domingue. Des fouilles récentes sur le site du monastère ont découvert des données archéologiques intéressantes qui donnent un aperçu de l'évolution historique de cette partie de la vieille ville. Les IIIe et IVe siècles présentent une mosaïque qui a décoré une maison romaine située dans les murs de la ville. Visigothique a découvert l'une des plus anciennes églises de la ville de San Andrés. Au cours de la période islamique, le site a été occupé par un cimetière et, à partir du XIIe siècle, des vestiges d'un nouveau mur qui joindra la ville islamique. Avec l'arrivée des chrétiens au XIIIe siècle, l'ancienne église wisigothique fut restaurée, amenant avec elle un cimetière. Déjà au XVIe siècle, le monastère a été fondé aujourd'hui.

### Castellum aquae
Situé au sommet de la rue Calvario, c'était la fin de l'aqueduc de Los Milagros et le principal point de distribution d'eau dans toute la ville.

### Dolmen Lácara
Monument national depuis 1931. Situé à la périphérie de la ville, il dispose d'une chambre circulaire de 5,10 mètres de diamètre, d'un couloir de 20 mètres de long et d'un tas de pierres et de terres couvrant la construction, d'une hauteur de 3,50 mètres, d'un elliptique Forme qui atteint 35 mètres sur son axe.

### Réservoirs Cornalvo et Proserpina
On les trouve près de Mérida et peuvent être les réservoirs les plus anciens en Espagne: le parc naturel Swamp Le réservoir Cornalvo et Proserpina (une banlieue résidentielle de Mérida et un lieu de loisirs en été a été construit autour d'eux). Ils ont été traditionnellement considérés comme d'origine romaine, Bien que certains savants se disent maintenant ses origines médiévales.

## Sites protégés

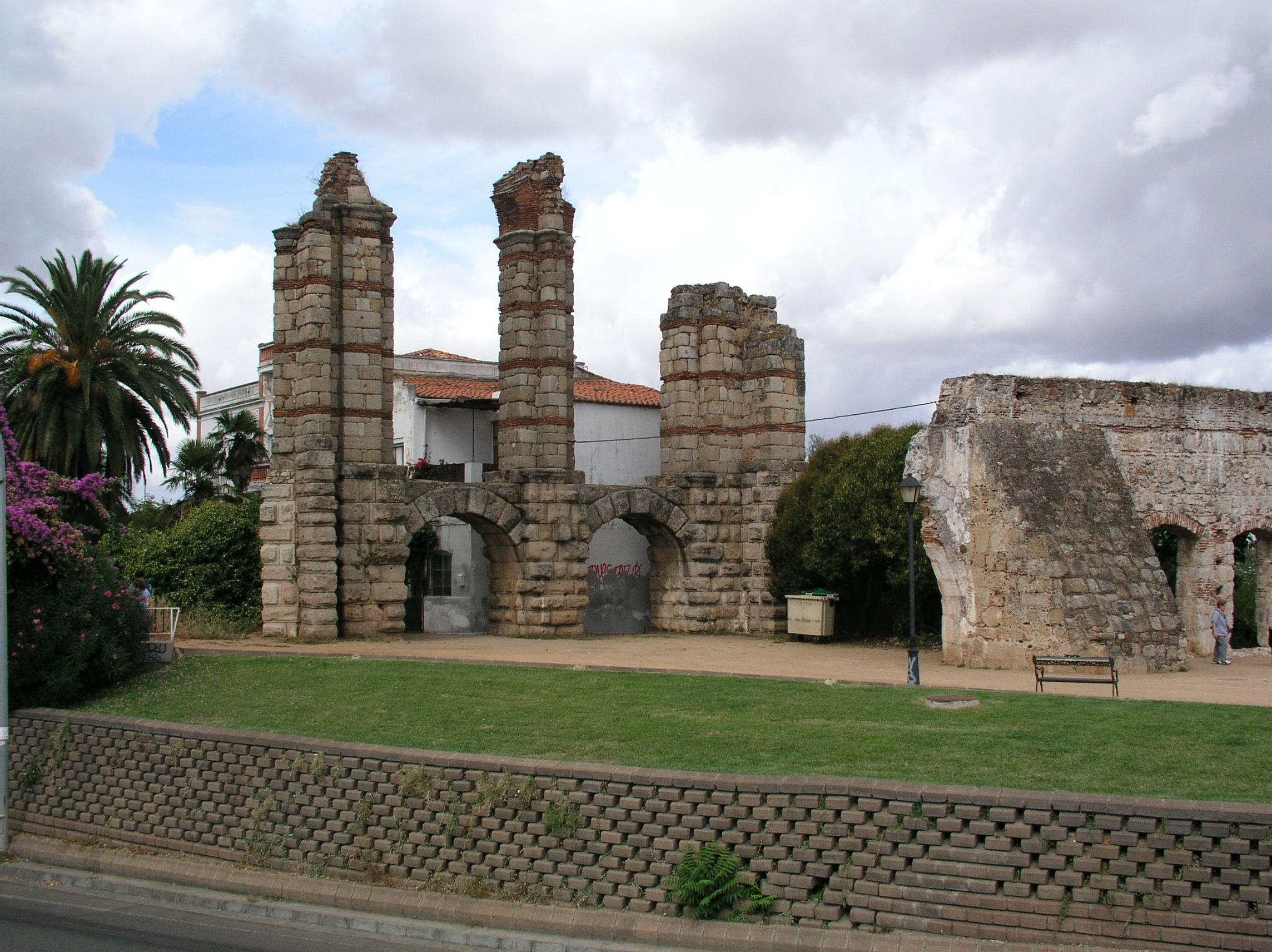
Aqueduc de San Lázaro

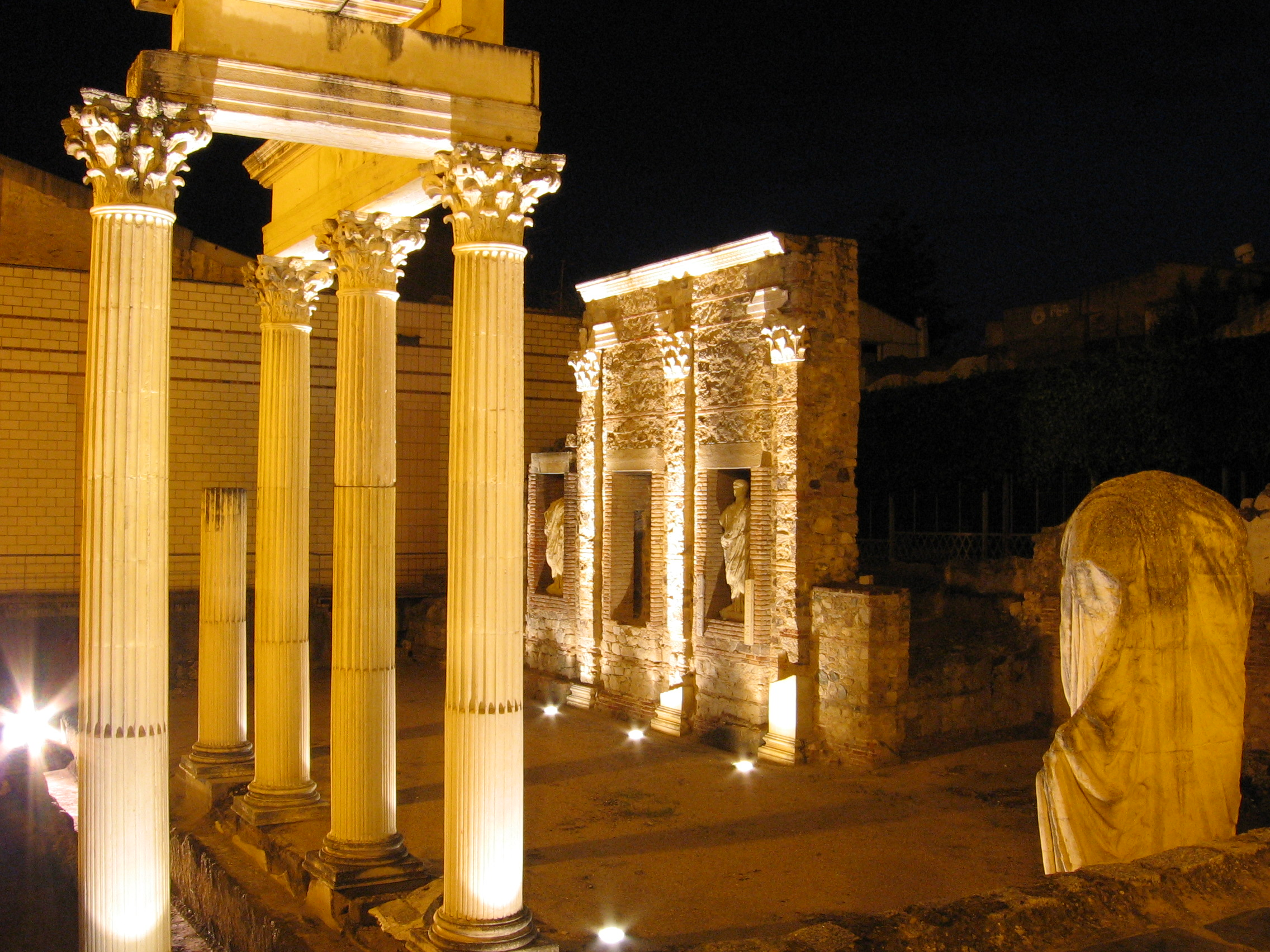
Forum

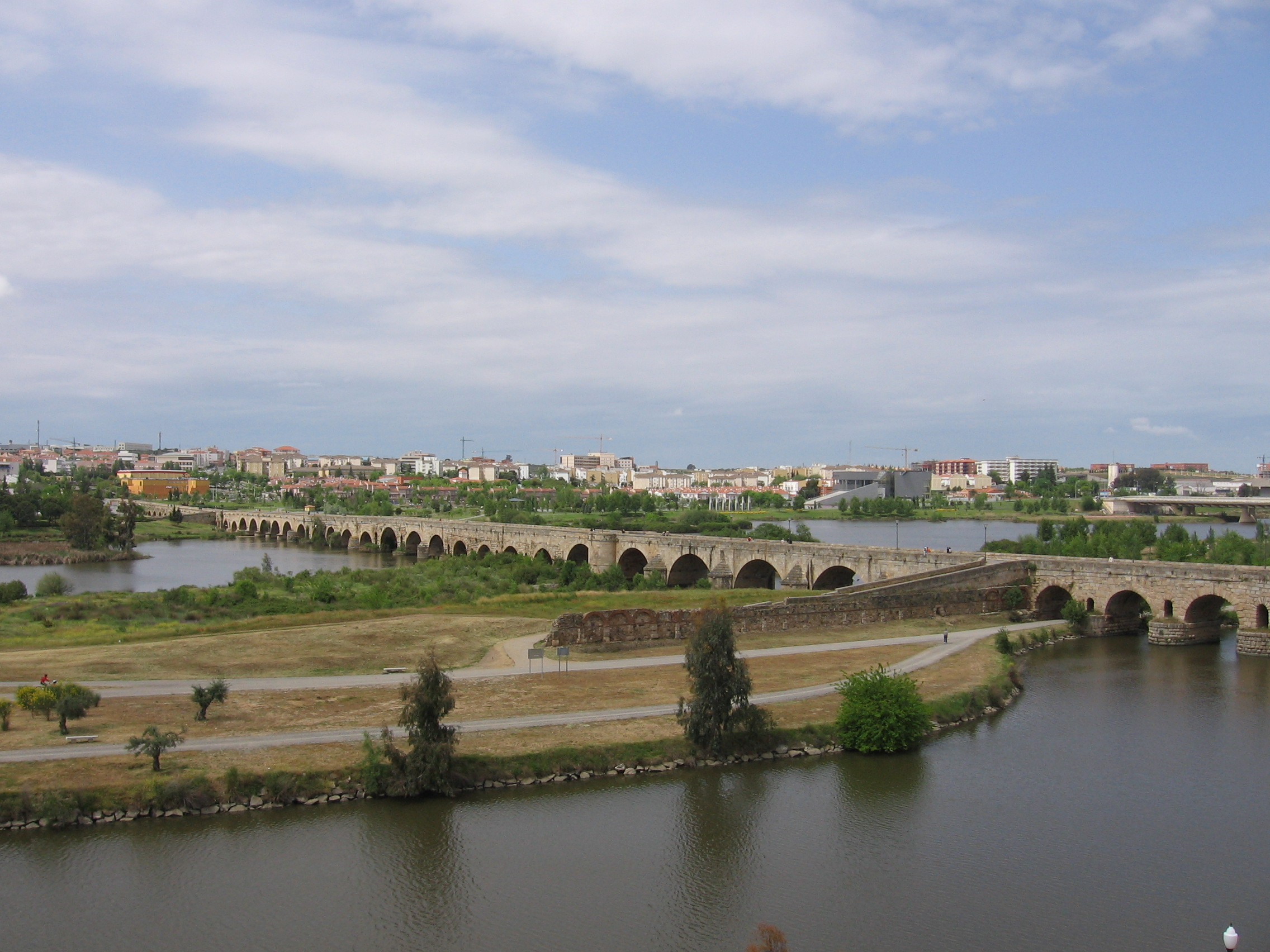
Pont romain de Mérida, le plus long des ponts romains existants.

(avril 2020).
| Code    | Nom                            | Lieu   |
| ------- | ------------------------------ | ------ |
| 664-001 | Aqueduc des Miracles           | Mérida |
| 664-002 | Aqueduc de San Lázaro          | Mérida |
| 664-003 | Égout                          | Mérida |
| 664-004 | Alcazaba                       | Mérida |
| 664-005 | Amphithéâtre                   | Mérida |
| 664-006 | Arch of Trajan                 | Mérida |
| 664-007 | Xenodoquio                     | Mérida |
| 664-008 | Basílica Casa Herrera          | Mérida |
| 664-009 | Basilique de Santa Eulalia     | Mérida |
| 664-010 | House Amphithéâtre             | Mérida |
| 664-011 | Maison Mitreo                  | Mérida |
| 664-012 | Cirque                         | Mérida |
| 664-013 | Collection d'art visigothique  | Mérida |
| 664-014 | Columbarios                    | Mérida |
| 664-015 | Dique del Guadiana             | Mérida |
| 664-016 | Barrage de Cornalvo            | Mérida |
| 664-017 | Barrage romain de Proserpine   | Mérida |
| 664-018 | Forum                          | Mérida |
| 664-019 | Murs de la ville               | Mérida |
| 664-020 | Musée national d'Art romain    | Mérida |
| 664-021 | Obelisk of Santa Eulalia       | Mérida |
| 664-022 | Bridge of Albarregas river     | Mérida |
| 664-023 | Bridge of Guadiana river       | Mérida |
| 664-024 | Théâtre                        | Mérida |
| 664-025 | Temple de Diana                | Mérida |
| 664-026 | Temple de Concordia            | Mérida |
| 664-027 | Temple de Mars                 | Mérida |
| 664-028 | Terrasses c / Diego M.ª Creuet | Mérida |
| 664-029 | Bains romains d'Alange         | Alange |

Source:UNESCO